# NeXTstation
NeXTstation è una workstation prodotta e venduta dalla NeXT a partire dal 1990 fino al 1993, che utilizzava il sistema operativo NeXTSTEP. La Nextstation fu creata come sostituto più conveniente rispetto a NeXTcube, infatti costava 4.995 $, poco più della metà del Nextcube.